# Det heliga korsets upphöjelse
Det heliga korsets upphöjelse (latin: Exaltatio Sanctae Crucis, grekiska: Ὕψωσις τοῦ Τιμίου Σταυροῦ) är en av de åminnelsedagar för Jesu kors som firas i flera kristna samfund. Dess festdag är i de flesta samfund den 14 september.
Medan långfredagen är tillägnad Jesu lidande och korsfästelse, är det heliga korsets upphöjelse tillägnad själva korset, det sanna korset, såsom ett instrument för frälsningen.
Festdagen firas till minne av att sankta Helena, Konstantin den stores mor, enligt traditionen fann det kors som Jesus korsfästes på, på Golgata under en pilgrimsfärd till Jerusalem. Heliga gravens kyrka uppfördes på platsen för återfinnandet, på begäran av Helena och Konstantin. Dagen, den 14 september, härleds från invigningen av Heliga gravens kyrka, en ceremoni som tog två dygn i anspråk.
För både den östliga och den västliga kristenheten är festdagen helgad åt både korset och Heliga gravens kyrka. För karmelitorden inleds fastan som varar till påsk. Festdagen har än större betydelse för den östliga kristenheten, och räknas till en av kyrkoårets tolv stora religiösa fester, vilken inleds med fasta. Armeniska apostoliska kyrkan iakttar minnet av denna händelse i flera dagar.